# 2008년 하계 올림픽 조정
제29회 하계 올림픽 조정 경기는 2008년 8월 9일부터 17일까지 중국 베이징에서 열렸다. 

## 세부 종목
2008년 하계 올림픽 조정 경기는 남자 8, 여자 6, 총 14개 세부 종목으로 진행되었다.